# Balanced Commercial Property Trust
Balanced Commercial Property Trust plc. ist eine britische Investmentgesellschaft mit Sitz in London. Sie investiert in Gewerbeimmobilien in Großbritannien. Diese können sich im Eigentum oder in Erbpacht befinden (mit einer Restlaufzeit von über 60 Jahren zum Zeitpunkt des Erwerbs). Die Investitionsschwerpunkte sind Büros, Einzelhandel (einschließlich Einzelhandelslager) und Industrie. Das Unternehmen engagiert sich auch in anderen Sektoren wie Gesundheitswesen, Freizeit, Hotels, Wohnimmobilien, Studentenwohnheime, Parkhäuser, Tankstellen, Lagerhäuser und Supermärkte.
Die verwalteten Mittel beliefen sich im Juni 2023 auf insgesamt 1,059 Mrd. Pfund.
Der Fondsmanager des Trusts ist Richard Kirby von Columbia Threadneedle Investment Business Limited.
Das Unternehmen ist an der Londoner Börse gelistet und Teil des FTSE 250 Index.

## Geschichte
Das Unternehmen wurde 2005 als F&C Commercial Property Trust in Guernsey gegründet. Nach dem Abschwung 2007–2008 wurde im Jahr 2010 eine Fusion mit UK Commercial Property Trust  vorgeschlagen. Dies wurde von 50,07 % der Aktionäre jedoch knapp abgelehnt. Im April 2019 wurde das Unternehmen in einen Real Estate Investment Trust umgewandelt und im Juni 2019 in BMO Commercial Property Trust umbenannt. Im Juni 2022 änderte es seinen Namen in Balanced Commercial Property Trust.